# 棒叶节节木
棒叶节节木（学名：Arthrophytum korovinii）是苋科节节木属的植物。分布于哈萨克斯坦以及中国大陆的新疆等地，一般生长在河边台地，目前尚未由人工引种栽培。